# Star Wars: Battlefront (2004)
Star Wars: Battlefront ist ein im Star-Wars-Universum angesiedelter Ego-Shooter/Third-Person-Shooter und der erste Teil der Star Wars Battlefront-Reihe. Er wurde von Pandemic Studios entwickelt und von LucasArts veröffentlicht. Das Spiel erschien 2004 für PS2, Xbox sowie für Windows. Juli 2005 veröffentlichte Aspyr eine Portierung für den Macintosh. Im November gleichen Jahres erschien eine Version für Mobiltelefone unter dem Titel Star Wars: Battlefront Mobile. Am gleichen Tag erschien auch der Nachfolger Star Wars: Battlefront II. Im Jahr 2015 erschien eine gleichnamige Neuauflage des Spiels, siehe Star Wars: Battlefront (2015).
Das Konzept des Spiels ähnelt dem der Battlefield-Reihe. Auf verschiedenen Karten, die bekannte Orte aus den Star-Wars-Filmen darstellen, kämpfen zwei Fraktionen um auf der Karte verteilte Kommandoposten. Sobald eines der Teams alle dieser Posten erobert hat, hat es gewonnen. Der Spieler übernimmt im Verlauf dieser Kämpfe die Rolle eines Soldaten aus einer der beiden Fraktionen.
Star Wars: Battlefront erhielt insgesamt gute Kritiken, bei Metacritic erhielt das Spiel eine Wertung von 80 %. Kritiker lobten das Konzept eines Star-Wars-Shooters sowie den starken Mehrspieler-Modus. Im Gegenzug wurden Schwächen beim Einzelspieler-Modus und eine zu schwache künstliche Intelligenz bemängelt.
Am 21. Februar 2024 kündigten Lucasfilm Games und Aspyr Media im Nintendo Direkt: Partner Showcase an, am 14. März 2024 die Star Wars: Battlefront Classic Collection zu veröffentlichen.

## Spielprinzip

### Allgemein
In Star Wars: Battlefront nimmt der Spieler an im Star-Wars-Universum angesiedelten Gefechten teil. Er übernimmt dabei die Rolle eines Soldaten. Im Spiel treten die Armeen der vier großen Fraktionen aus den Star-Wars-Filmen, die Galaktische Republik, die Konföderation Unabhängiger Systeme, das Imperium und die Rebellenallianz, auf dem Schlachtfeld gegeneinander an. In jeder Schlacht haben die teilnehmenden Armeen das Ziel, die gegnerische Armee entweder zu zerschlagen oder vom Nachschub durch das Erobern strategischer Punkte abzuschneiden. Es treten stets zwei Fraktionen gegeneinander an. Jede Seite verfügt über einen endlichen Nachschub. Wird der Nachschub einer Fraktion durch hohe Verluste aufgebraucht, so ist diese Schlacht für diese Fraktion verloren. Auf manchen Planeten können einheimische Spezies am Kampf teilnehmen. Einheimische können neutral sein, einer Seite feindlich gesinnt sein oder beide Seiten bekämpfen.
Jede Seite verfügt über fünf Truppentypen. Vier dieser Typen sind bei allen Fraktionen ähnlich, dies sind einfache Infanterie, Fahrzeugabwehrinfanterie, Scharfschützen und Techniker. Den fünften Typ stellen einzigartige, sehr stark spezialisierte Einheiten dar. Die Truppentypen unterscheiden sich voneinander im Hinblick auf ihre Waffen, ihre Rüstungen sowie auf ihre Schnelligkeit.
Das Head-Up-Display (abgekürzt HUD) zeigt ein Radar, das das Gebiet abbildet, in dem sich der Spieler momentan aufhält, eine Übersicht über seine verfügbare Munition und seine Gesundheit, sowie eine Statusanzeige, die den Truppennachschub der Kombattanten zeigt. Im Zentrum des HUDs befindet sich ein Fadenkreuz. Im Gefecht kann der Spieler zwischen Egoperspektive und Third-Person-Perspektive umschalten. Zum genaueren Zielen kann der Spieler durch ein Zielfernrohr blicken. Verwendet der Spieler ein Scharfschützengewehr, besitzt er ein Zielfernrohr mit Zoom-Funktion.
Insgesamt wurden neben den vier Fraktionen zehn Planeten, 20 Soldatentypen und 25 Fahrzeuge des Star-Wars-Universums nachgebildet.

### Einzelspieler
Es gibt insgesamt drei Spielmodi. In zwei Kampagnen wird grob die Geschichte der Star-Wars-Filme nacherzählt. In der Galaxiseroberung übernimmt der Spieler das Kommando über eine Armee und versucht, die auf einer galaktischen Karte angezeigten Planeten zu erobern. Sofortgefechte sind einzelne Gefechte, die auf den Karten aus den beiden vorigen Modi ausgetragen werden.
Die Kampagnen bestehen aus lose aneinandergefügten Missionen, die kaum vom bekannten Spielgeschehen abweichen. Es gibt eine Kampagne für jede Trilogie. Die erste beginnt mit der Handlung aus Episode 1, nämlich der Schlacht von Naboo. Der Spieler startet auf Seiten der Konföderation, im weiteren Verlauf der Kampagne wechselt aber die Perspektive und der Spieler übernimmt die Rolle eines Soldaten der Republik. Die einzelnen Missionen werden durch Zwischensequenzen aus den Star-Wars-Filmen verbunden.
Die Galaxis-Eroberung beinhaltet auch strategische Elemente. Das Ziel in diesem Modus ist, eine Reihe von vorgegebenen Planeten zu erobern. Zu Beginn wählt der Spieler aus einer Liste vorgegebener Szenarien aus. Die Szenarien variieren in Hinsicht auf beteiligte Fraktionen sowie deren Kräfteverhältnisse. Anschließend sucht der Spieler eine Fraktion aus, auf deren Seite er spielen will. Das Spielgeschehen ist rundenbasiert. Pro Runde kann ein Angriff ausgeführt werden.
Jeder Planet gibt dem jeweiligen Besatzer einen spezifischen Bonus, z. B. zusätzliche Verstärkungstruppen, Gesundheitsboni oder Unterstützung durch einen Helden. Gelingt es einer Seite, vier Planeten in Folge zu erobern, so erhält diese Zugriff auf einen fraktionsspezifischen Bonus. Dieser ist wesentlich stärker als die normalen Boni. Ein Beispiel dafür ist die Fähigkeit des Imperiums, einen Planeten zu vernichten.
Im Sofortgefecht wählt der Spieler eine Karte aus, konfiguriert Startparameter wie Gegnerzahl, beteiligte Fraktionen etc. und beginnt anschließend das Gefecht. Dieses wird entweder durch das Aufreiben der gegnerischen Verstärkung oder durch das Erobern und Halten aller Kommandoposten für 20 Sekunden gewonnen.

### Mehrspieler
Die Windows- und Macintosh-Version von Star Wars: Battlefront können mit bis zu 64 Spielern über LAN oder im Internet über GameSpy gespielt werden. Bei der PlayStation-2- und Xbox-Version können bis zu 32 Spieler gegeneinander antreten. Die PlayStation-2-Version arbeitet mit Servern von GameSpy, wohingegen die Xbox-Version auf Microsofts Xbox-Live-Netzwerk zurückgreift. Das Online-Spielen mit der Xbox ist mittlerweile nicht mehr möglich, da am 15. April 2010 die notwendigen Server abgeschaltet wurden.

## Entwicklungsgeschichte

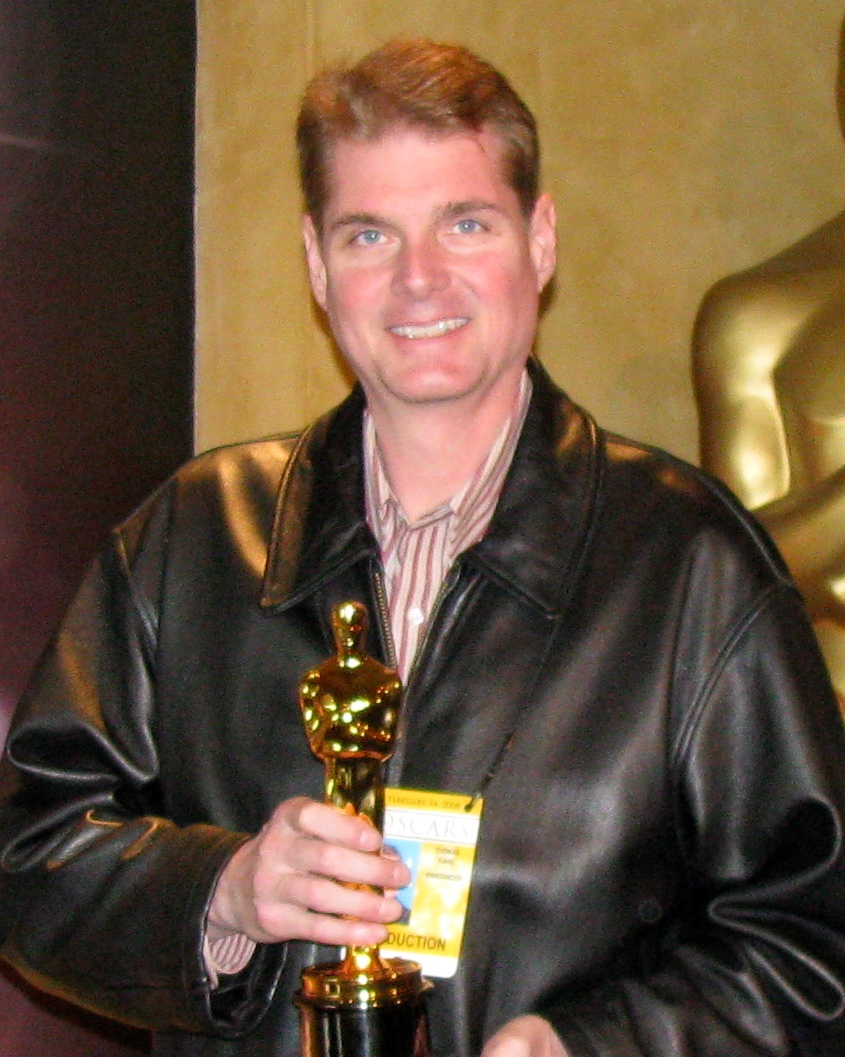
Tom Kane sprach Yoda und Admiral Ackbar

Die Entwicklung von Star Wars: Battlefront begann 2002. Greg Burrod, führender Entwickler bei Pandemic, kündigte an, einen Online-Shooter zu entwickeln, der Orte und Fahrzeuge aus allen sechs Star-Wars-Filmen beinhalten sollte. Über die Entwicklung mit besonderem Fokus auf die technischen Hintergründe des Spiels berichteten die Entwickler regelmäßig in einem Blog auf GameSpy. Modelle und Animationen wurden mithilfe der Modellierungssoftware Softimage XSI erstellt. Um die Systemressourcen der Kunden zu schonen, wurde Battlefront auf Effizienz optimiert. Die meisten Modelle nutzen gemeinsame Animationen und besitzen eine Struktur, die so einfach wie möglich gehalten wurde. Karten wurden mithilfe des eigens für Battlefront entwickelten Editors ZeroEdit entwickelt. Anschließend wurden in diese Karten Pfade programmiert, die die künstliche Intelligenz, die die Computer-Spieler steuert, bevorzugt verwenden sollte.
Beim Ton wurden sowohl Original-Geräuscheffekte aus früheren Star-Wars-Veröffentlichungen genommen als auch neue bei einem zweitägigen Besuch der Skywalker Ranch, einer Art Treffpunkt für Autoren und Entwickler, die am Star-Wars-Universum mitwirken, in Kalifornien erzeugt. Von diesen Effekten wurden etwa 1.200 erstellt. Bei den Sprachaufzeichnungen wirkten einige namhafte Schauspieler mit, die auch in den Star-Wars-Filmen mitwirkten, so z. B. Temuera Morrison oder Tom Kane.
LucasArts veröffentlichte eine Demo-Version für die Xbox, die in einem besonderen Star-Wars-DVD-Set enthalten war. Diese Demo umfasst ein Level, die Schlacht von Endor. Das Spiel wurde schließlich am 21. September 2004 für Windows, die PlayStation 2 und Xbox veröffentlicht. Ende 2004 gaben die Entwickler einige Entwickler-Tools heraus, mit denen Spieler umfangreiche Modifikationen erstellen können. Im Juli 2005 veröffentlichte das Unternehmen Aspyr den Titel Battlefront für Mac OS. Am 1. November 2005 entwickelte das japanische Unternehmen Mikoishi eine Version von Battlefront für Mobiltelefone. Am 7. November 2012 wurden die für den Mehrspieler-Modus von Battlefront notwendigen Server von GameSpy abgeschaltet, nachdem LucasArts entschlossen hat, die Unterstützung des Titels einzustellen.

## Rezeption

### Bewertung in Spielemagazinen
Bob Colyaco von GameSpot lobt die Entwicklung eines Star-Wars-Shooters. Allerdings bemängelt er, dass der Titel neben der Star-Wars-Rahmenhandlung nicht viel neues biete und gerade als Windows-Version sich nicht von der Konkurrenz absetzen kann.
Ivan Sulic vom britischen Online-Magazin IGN gibt drei wesentliche Schwächen von Battlefront an, den niedrigen Schwierigkeitsgrad, die kaum zusammenhängende Kampagne sowie die schwache künstliche Intelligenz. Diese drei Elemente bewirken, dass der Einzelspieler-Modus insgesamt langweilig sei. Eine Stärke von Battlefront sei aber der Mehrspieler-Modus. Durch die hohe Zahl an möglichen Spielern und das teamorientierte Spielprinzip sei dieser sehr unterhaltsam und abwechslungsreich. Das Spiel insgesamt biete aber insgesamt zu wenig Umfang in den Bereichen Karten, Waffen, Truppentypen und Spielmodi.

### Verkaufszahlen
Von Star Wars: Battlefront wurden etwa 5,5 Millionen Einheiten verkauft. Die meisten Einheiten entfielen davon mit 3,61 Millionen auf die PlayStation-2-Version.